# Dragutin Gavrilović
Pour les articles homonymes, voir Gavrilović.
Dragutin Gavrilović (en serbe : Драгутин Гавриловић), né le 25 mai 1882 à Čačak et mort le 19 juillet 1945 à Belgrade, est un militaire serbe puis yougoslave.
Il participe à la Première guerre balkanique, à la Deuxième guerre balkanique, à la Première Guerre mondiale et à la Seconde Guerre mondiale.
Il est surtout connu pour sa défense héroïque de Belgrade lors de la Première Guerre mondiale.